# Korytowo (powiat goleniowski)
Korytowo (niem. Walsleben) – wieś w Polsce, położona w województwie zachodniopomorskim, w powiecie goleniowskim, w gminie Maszewo, przy drodze wojewódzkiej nr 106 (Rzewnowo - Stargard Szczeciński - Pyrzyce). Przez wieś przepływa struga Bukowina.
W latach 1954–1961 wieś należała i była siedzibą władz gromady Korytowo, po jej zniesieniu w gromadzie Dębice. W latach 1975–1998 miejscowość należała administracyjnie do województwa szczecińskiego.